# Posizione con donna sopra

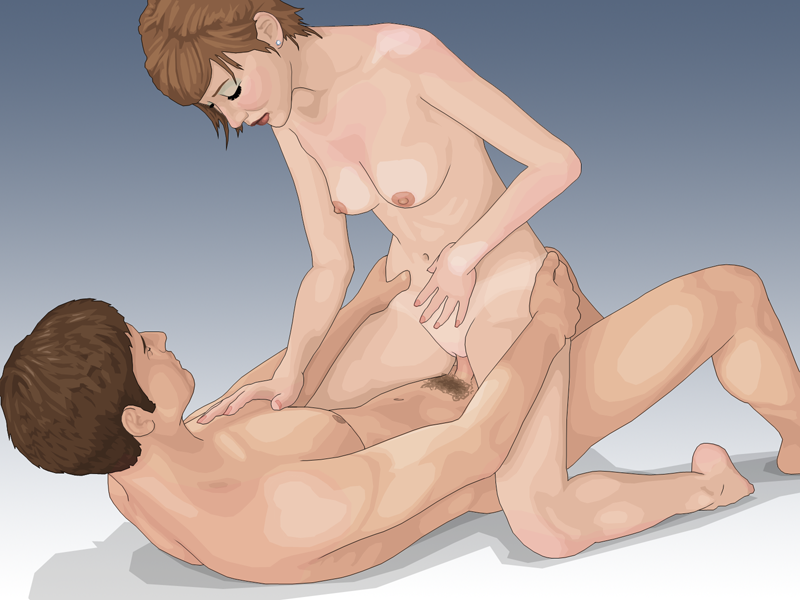
Rappresentazione della posizione con donna sopra

La posizione con donna sopra, anche dello smorzacandela e dell'amazzone o anche dall'inglese cowgirl, rappresenta la posizione sessuale in cui il partner femminile si mette a cavalcioni su quello maschile, che giace sdraiato sulla schiena o seduto; abbastanza semplice da raggiungere e mantenere, risulta piacevole per entrambi. Conosciuta anche coi nomignoli "cowgirl" o "riding position" derivanti dall'immagine data dal partner ricevente che sembra cavalcare quello insertivo, proprio come un cowboy cavalca un cavallo imbizzarrito. Questa posizione è anche usata come un "preludio alla posizione coitale-laterale" descritta da William Masters e Virginia Johnson.
Viene comunemente citata come una tra le posizioni sessuali più popolari e preferite, soprattutto dalle donne le quali possono così assumere il ruolo attivo.

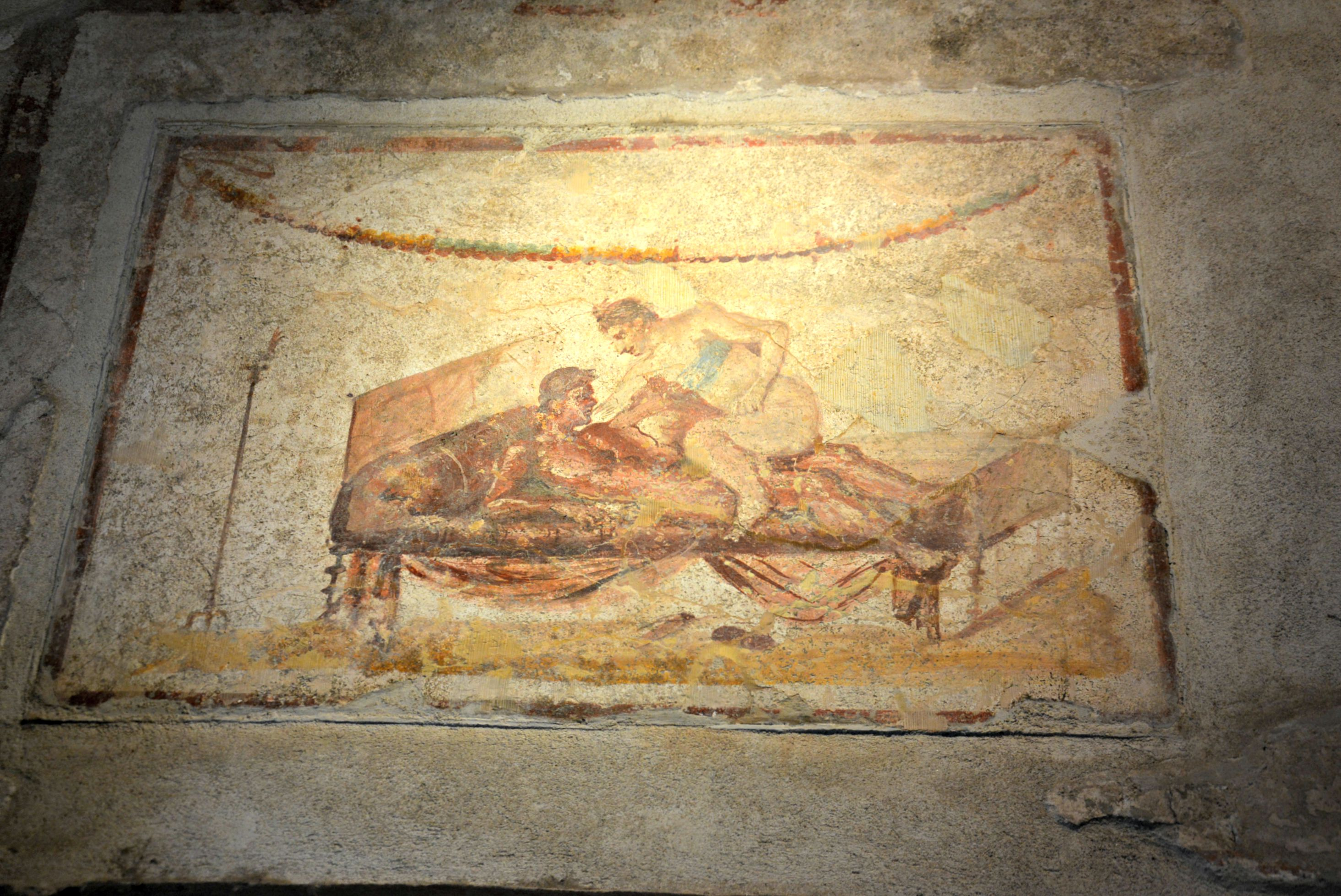
Posizione della donna sopra raffigurata in un affresco del lupanare di Pompei (I sec. a.C.)

## Descrizione
L'uomo si mette sdraiato o seduto, mentre la donna si pone a cavalcioni sopra il suo bacino, inginocchiata; in questa posizione la donna guida attivamente la velocità del rapporto scivolando su e giù; in tal modo può controllare il ritmo della stimolazione vaginale, oltre alla portata e durata stessa della penetrazione. La donna è inoltre libera di muoversi, allungandosi sul partner o dondolando a lato o con movimento circolare.
Ciascuno di questi cambiamenti viene a modificare parzialmente l'angolo e profondità della penetrazione, e con questo anche la zona interna stimolata. Le mani dell'uomo sono libere di raggiungere ed accarezzare i seni, le natiche e il volto, ma anche stimolare i capezzoli o il clitoride con le dita; il tutto con entrambe le parti che riescono a mantenere il contatto visivo.

La donna può anche sollevare il bacino così da permettere all'uomo di passare alla posizione del missionario. 

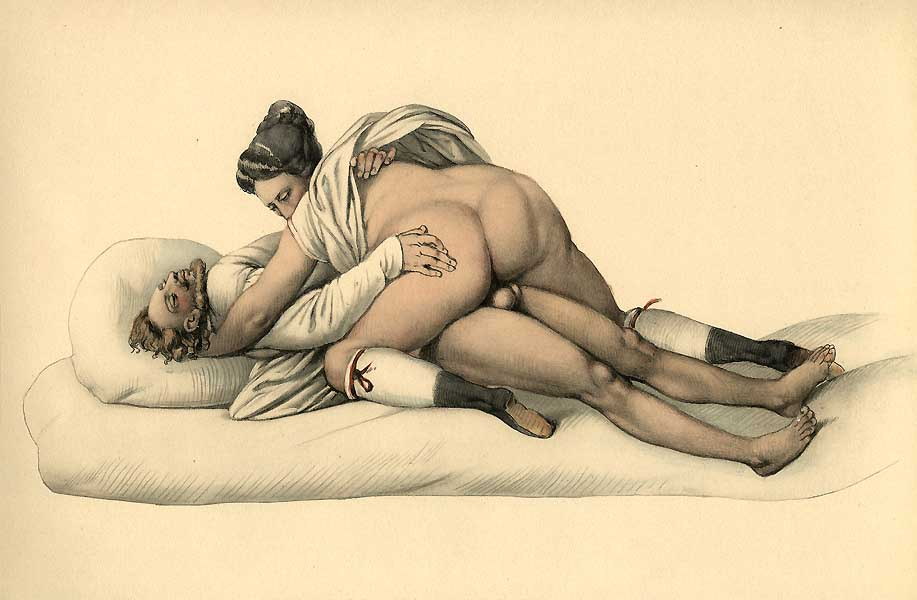
Rappresentazione della posizione del missionario inversa, Johann Nepomuk Geiger (1840)

### Posizione del missionario inversa
Quando la donna si trova completamente sdraiata sopra il torace del partner si ha la posizione del missionario inversa; anche così può continuare a mantenere il controllo del ritmo delle spinte fino all'arrivo delle contrazioni vaginali che precedono l'orgasmo.

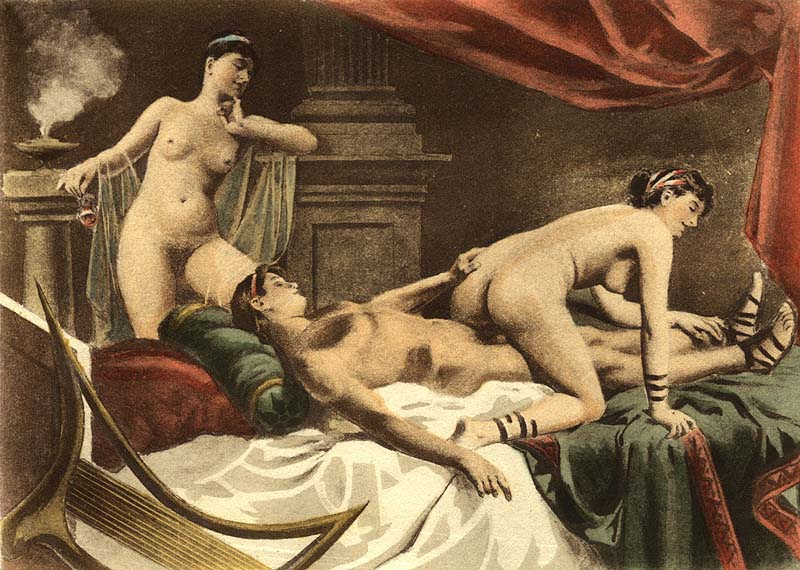
Édouard-Henri Avril, dipinto ritraente la donna sopra rivoltata

### Posizione della donna sopra rivoltata
La donna sta sempre a cavalcioni sopra l'uomo, ma questa volta dandogli le spalle; può mantenere il busto in posizione verticale, oppure piegarsi avanti e indietro e infine spostarsi lateralmente a piacimento.

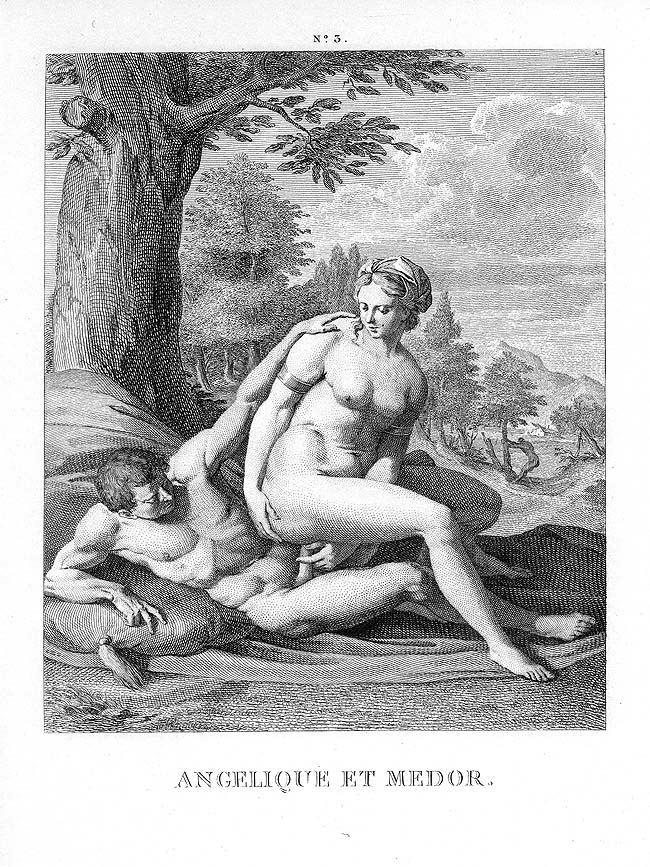
Angelica e Medoro di A. Carracci, in cui la donna è raffigurata sopra l'amante

## Vantaggi
Vantaggio principale per la donna è quello di non avere su di sé tutto il peso del partner ed è una delle posizioni ideali durante il periodo di gravidanza, in quanto non vi è alcuna pressione sull'addome della donna ed è facile per lei controllare la profondità e la velocità di penetrazione. È anche utile se l'uomo si sta riprendendo da una grave malattia o un intervento chirurgico o se la donna ha partorito di recente.

## Mito
All'interno della tradizione ebraica, soprattutto nel testo medioevale intitolato Alfabeto di Ben Sira, questa era la posizione che pretendeva abitualmente di assumere Lilith, la prima moglie di Adamo; il Signore, arrabbiato con lei per la sua ribellione e il suo non voler sottomettersi al marito, la cacciò dall'Eden e la sostituì con Eva.
Invece nel poema epico l'Iliade di Omero tale posizione viene praticata dalla moglie di Ettore, Andromaca, prendendo il nome di "posizione di Andromaca", mentre all'interno della mitologia greca tale posizione è conosciuta anche come "posizione della amazzone".

## Nella cultura di massa
Oltre ad esser ampiamente rappresentata in pornografia, questa posizione viene molto usata nel film Caterpillar riguardante un veterano di guerra giapponese la cui perdita degli arti ha reso questa tecnica l'unico modo per poter continuare ad accoppiarsi con la moglie.